# Cowper Phipps Coles
Pour les articles homonymes, voir Coles (homonymie).
Cowper Phipps Coles (1819 - 7 septembre 1870) est un marin britannique,officier de la Royal Navy.Il est notamment connu pour être l'inventeur de la tourelle moderne.

## Famille
Coles est le fils du révérend John Coles et de son épouse, Mary Ann Goodhew Rogers. En 1856, il se marie avec Emily Pearson, nièce de l'amiral britannique Lyons. Coles était lui-même neveu de lord Lyons, ce dernier ayant épousé une sœur de sa mère.

## Carrière militaire
A l'âge de onze ans, Coles entre dans la Royal Navy. Il participe à la guerre de Crimée, qui oppose le Royaume-Uni et la France à la Russie. Après s'être distingué lors du siège de Sébastopol, il participe à celui de Taganrog. À cette occasion, lui et d'autres officiers navals et marins britanniques construisent un navire, baptisé Lady Nancy, équipé d'une tourelle rotative armée d'un canon de marine. Après la guerre, Coles fait breveter son invention de tourelle rotative.
La Royal Navy porte un certain intérêt à ce concept. Plusieurs de ses vaisseaux, comme le Prince Albert et le Royal Sovereign furent construits ou modifiés pour y incorporer l'invention de Coles. Cependant, celui-ci pressa l'Amirauté Britannique de lui permettre de construire un navire de guerre à bas franc-bord; la Royal Navy autorisa cette construction en 1866. Coles se lance alors dans la conception de ce qui devint le HMS Captain. Ce navire révolutionnaire intègre la plupart de ses inventions. Cependant, il avait besoin d'un gréement considérable, ce qui a obligé à créer un pont supérieur plus haut que les tourelles, élevant ainsi son centre de gravité. Cette particularité a peut-être contribué à sa fin tragique. À la suite d'un coup de vent violent, le HMS Captain chavira durant la nuit du 6 au 7 septembre 1870, entraînant la mort de Coles et de près de 500 marins.